# Onufry Trembecki

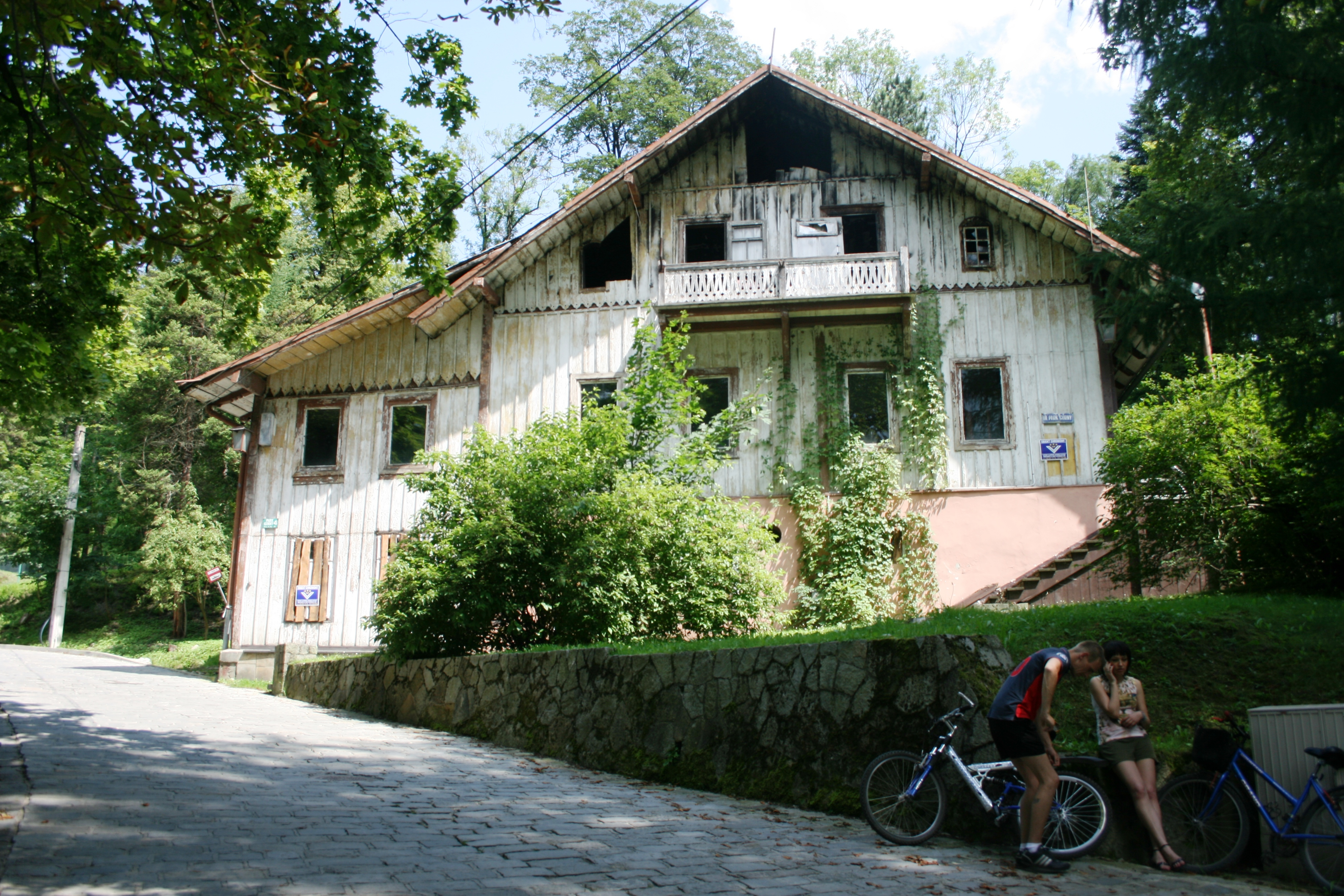
Willa „Alma” w Szczawnicy, której właścicielem był i w której mieszkał Onufry Trembecki. W 2012 roku była w remoncie

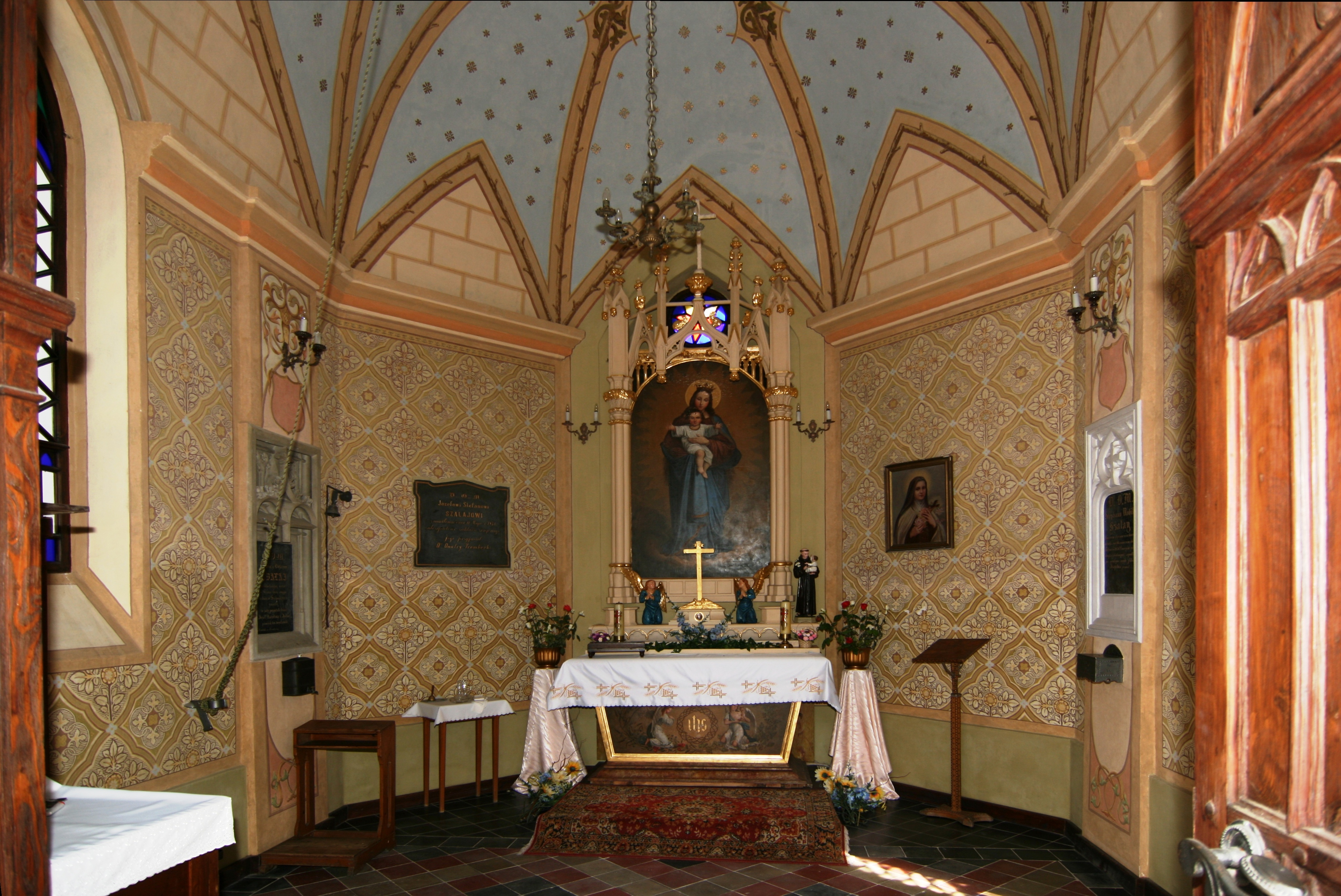
Wnętrze kaplicy zdrojowej w Parku Górnym w Szczawnicy. Na lewo od ołtarza widoczna jest tablica epitafijna poświęcona Józefowi Szalayowi, ufundowana przez Onufrego Trembeckiego

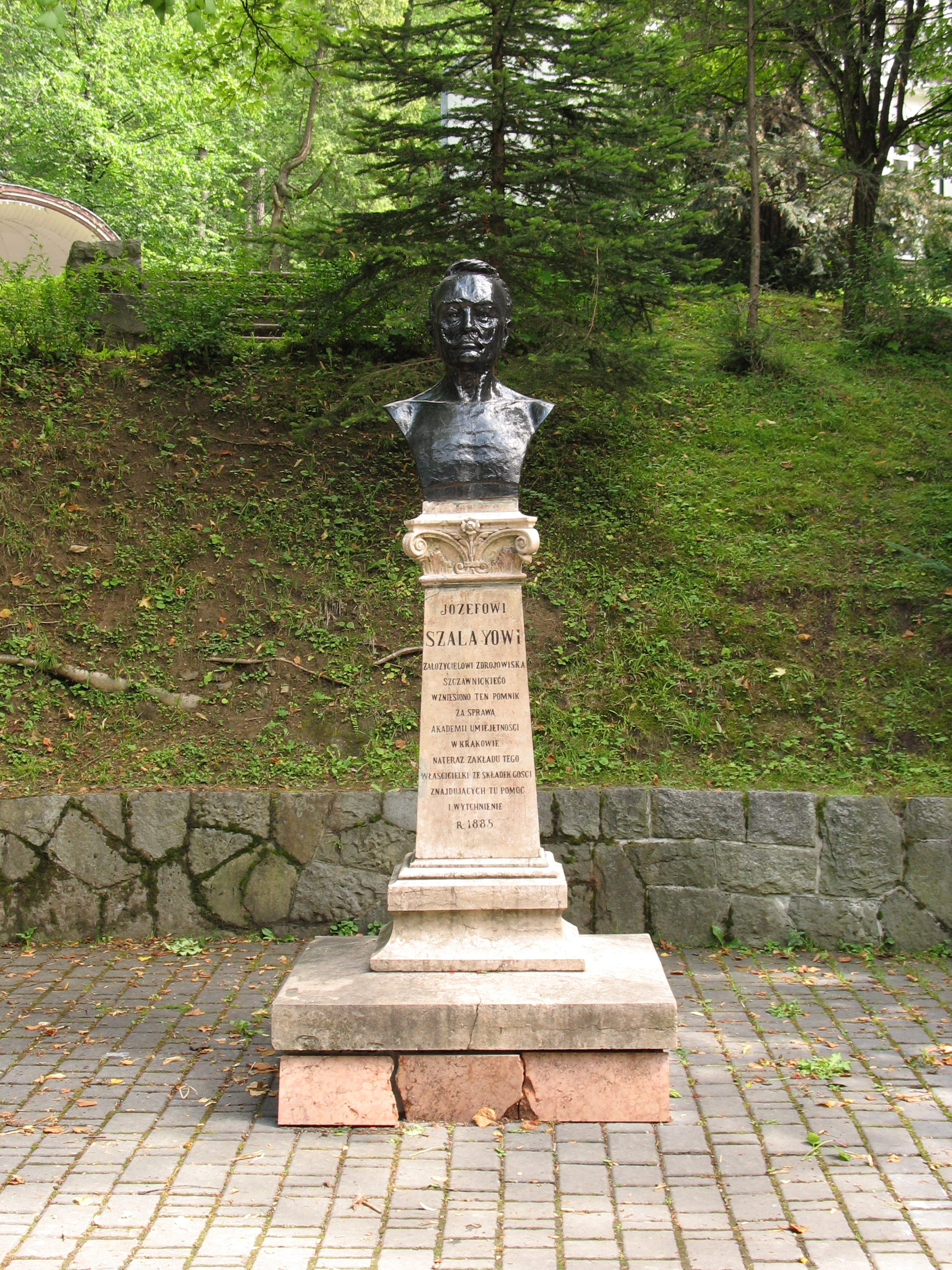
Popiersie Józefa Szalaya, które zostało odsłonięte w 1885 roku w Parku Górnym, ale którego pomysł został zgłoszony w ramach przygotowań do obchodów 40-lecia pracy Onufrego Trembeckiego w Szczawnicy

Onufry Trembecki (Trębecki), zwany ojcem, herbu Prus (ur. 22 kwietnia 1812 w Samoklęskach (ówczesny cyrkuł jasielski) , zm. 11 marca 1892 w Nowym Sączu) – polski lekarz, chirurg, okulista, aptekarz, powstaniec listopadowy, lekarz zakładowy (naczelny lekarz) uzdrowiska w Szczawnicy w latach 1848–1883, burmistrz Nowego Sącza w 1870 roku.

## Życiorys
Brał udział w powstaniu listopadowym.
Od 1840 roku pracował jako lekarz w Szczawnicy, prowadził również pierwszą aptekę w tym mieście, w latach 1848–1883 pracował na stanowisku głównego lekarza zakładowego. 
Po powstaniu styczniowym około 1864 roku ustanowił wspólnie z Józefem Szalayem fundację na rzecz ubogich wojskowych, przeznaczając pokój w jednym z pensjonatów w Szczawnicy dla trzech żołnierzy rodem z Galicji, leczenia potrzebujących.
Mieszkał w Nowym Sączu, od 10 lutego 1870 roku był przez kilka miesięcy burmistrzem tego miasta. Przed nim burmistrzem Nowego Sącza był Julian Gutowski, a po nim burmistrzem został Johann Johannides. Zgodnie z wolą Trembeckiego, jego wnuk Józef Wieniawa Zubrzycki podarował miastu Nowy Sącz nieruchomość, gdzie mieszkał Onufry Trembecki, przy ulicy Jagiellońskiej 35, obejmującą tzw. „Dworek", czyli dom murowany z ogrodem, z przeznaczeniem na urządzenie w nim przyszłego Muzeum Miejskiego oraz Biblioteki Publicznej.
W 1870 roku Trembecki przeniósł się do nowo wybudowanej willi „Alma” w Szczawnicy, która była jego własnością, i którą po jego śmierci również odziedziczył jego wnuk Józef Wieniawa Zubrzycki. Pracując w Szczawnicy Trembecki przez wiele lat miał swoją kancelarię w willi „Szwajcarka Górna” przy placu Dietla.
Po śmierci Józefa Szalaya w 1876 roku Józef Trembecki ufundował poświęconą mu tablicę epitafijną znajdującą się w kaplicy zdrojowej w Parku Górnym w Szczawnicy.
Pod koniec życia został uhonorowany tytułem Honorowego Obywatela Miasta Nowy Sącz.

## Twórczość
Trembecki napisał m.in.:
- Przewodnik do wód w Krościenku (1859)
- Przewodnik do zdrojów lekarskich w Szczawnicy (1861).

Ponadto w latach 1862–1883 publikował coroczne Sprawozdania o ruchu i postępie zakładów zdrojów leczniczych w Szczawnicy, dokumentujące historię uzdrowiska.

## Życie prywatne
Miał żonę Walerię, której imieniem Józef Szalay nazwał jeden ze zdrojów w Szczawnicy, odkryty w 1840 roku przez Trembeckiego: Zdrój Waleryi, udostępniony kuracjuszom w 1853 roku.
Onufry i Waleria mieli córkę Zofię zamężną Zubrzycką. 

## Ciekawostka
Inicjatywa wystawienia popiersia Józefa Szalaya przy głównym deptaku w Parku Górnym została zgłoszona w 1879 roku w czasie przygotowań do obchodów 40-lecia pracy Onufrego Trembeckiego w Szczawnicy.